# Primo tenente di vascello
Primo tenente di vascello è una qualifica (non un grado) attribuita ai tenenti di vascello della Marina Militare italiana che permangono per molto tempo nel rango. Grado omologo è presente anche nella Marina tedesca.

Fregio da berretto rigido per ufficiali della Marina Militare, si noti lo sfondo blu sotto la torre e nell'ovale dell'ancoretta

## Italia

### Marina Militare
La qualifica di Primo tenente di vascello viene attribuita ai tenenti di vascello dopo 12 anni di anzianità. È una qualifica esistente ma da decenni caduta in disuso fra l'organico del personale in servizio permanente ed equivale a quella di primo capitano dell'Esercito Italiano e dell'Aeronautica Militare.
Ai primi tenenti di vascello e qualifiche corrispondenti possono essere attribuiti incarichi del grado superiore.
Ai tenenti di vascello e corrispondenti delle categorie in congedo di tutti i ruoli spetta la qualifica di primo tenente di vascello e qualifica corrispondente se l'hanno assunta gli ufficiali pari grado in servizio permanente effettivo di pari anzianità del rispettivo ruolo.
Tale qualifica è conferita, altresì, ai tenenti di vascello e gradi corrispondenti delle Forze armate italiane che hanno compiuto cinque anni di grado e venti di servizio permanente effettivo computati dal ventottesimo anno di età compiuto, in tutti i casi in cui il grado di tenente di vascello è quello finale della carriera.
La qualifica di primo tenente di vascello e corrispondenti è conferita con decreto ministeriale.

#### Distintivo di grado

Controspallina
Paramano

Distintivo per paramano e tubolari dell'uniforme operativa
Distintivo per controspallina

## Germania

### Deutsche Marine
Grado omologo a primo tenente di vascello della Marina Militare esiste in Germania nella Deutsche Marine con la denominazione di Stabskapitänleutnant, corrispondente al grado di Stabshauptmann dell'Esercito e dell'Aeronautica militare tedesca.

#### Distintivo di grado
- Controspallina
- Paramano